# Milejewo
Milejewo (Trunz fino al 1945) è un comune rurale polacco del distretto di Elbląg, nel voivodato della Varmia-Masuria.
Ricopre una superficie di 95,55 km² e nel 2004 contava 2 976 abitanti.
Comunità urbane e rurali:
| Nome polacco     | Nome tedesco (fino al 1945) | Nome polacco | Nome tedesco (fino al 1945) |
| ---------------- | --------------------------- | ------------ | --------------------------- |
| Huta Żuławska    | Hütte                       | Rakowo       | Rakau                       |
| Jagodnik         | Behrendshagen               | Romanowo     |                             |
| Kamiennik Wielki | Groß Stoboy                 | Rychnowy     | Rückenau                    |
| Majewo           | Maibaum                     | Starodębie   |                             |
| Majewo-Kolonia   |                             | Stoboje      | Stoboy                      |
| Milejewo         | Trunz                       | Stodolniki   | Teckenort                   |
| Ogrodniki        | Baumgart                    | Wilkowo      | Wolfsdorf Höhe              |
| Piastowo         | Königshagen                 | Zajączkowo   | Haselau                     |
| Pomorska Wieś    | Pomehrendorf                | Zalesie      | Schönmoor                   |